# Calle del Noviciado
La calle del Noviciado es una vía pública de la ciudad española de Madrid, situada en el barrio de Universidad, distrito Centro, y que une la calle de San Bernardo con la de Amaniel, en dirección este-oeste.

## Historia
La vía discurre desde la calle de San Bernardo hasta la calle de Amaniel. Antaño se llamó calle de San Benito y como tal aparece en el plano de Espinosa, en tanto que en el anterior de Texeira figura sin denominación, puesto que «Noviciado» se le atribuía a la actual calle de los Reyes. Hacia 1889 se conservaban antecedentes de construcciones particulares desde 1780.
El nombre de la calle fue tomado del noviciado de la Compañía de Jesús que existía contiguo, construcción que se bendijo en 1605. Se construyó en terreno que había sido previamente palacio de Ana Félix de Guzmán, marquesa de Camarasa, y según la tradición en él habría morado una temporada San Luis Gonzaga, al venir con su madre desde Mantua en su infancia. Después de la expulsión de los jesuitas el convento fue ocupado por los padres misioneros del Salvador y, con la vuelta de los primeros, ambas órdenes compartieron el edificio, hasta que todos fueron expulsados en 1834.
En 1842 se convirtió en la sede histórica de la Universidad Central, siendo derribada la iglesia para construir las nuevas instalaciones en un proyecto del arquitecto Francisco Javier Mariátegui. El edificio fue ampliado entre 1876 y 1881. El edificio es conocido como caserón de San Bernardo.
En el número 3 de la calle se encuentra la Biblioteca Histórica Marqués de Valdecilla, perteneciente a la Universidad Complutense de Madrid y que alberga obras anteriores al siglo XIX.